# Inmigración búlgara en México
La mayor parte de la emigración búlgara se da por la huida de personas en la Segunda Guerra Mundial y ha sido pequeña a partir de ese tiempo, aun así, Bulgaria ha contribuido con ciudadanos destacables, principalmente con científicos que laboran en facultades de la Universidad Nacional Autónoma de México destacando el notable Leonid Georgiev (1961-2012); en el medio artístico destaca Dobrina Cristeva. La mayoría se concentra en la capital mexicana y en ciudades cercana, de acuerdo con el censo 2020 del INEGI, hay 276 ciudadanos búlgaros residiendo en México. Lo que los convierte en la quinta comunidad eslava más grande del país, solo por detrás de la comunidad rusa, ucraniana, polaca y checa.

## Flujos Migratorios
| 1990 | N/D |
| 2000 | N/D |
| 2010 | 237 |
| 2020 | 276 |

## Búlgaros en México
- Leonid Georgiev, físico
- Dobrina Cristeva, actriz
- Margarita Stoytcheva, Científica electroquímica de la Universidad Autónoma de Baja California
- Kiril Todorov, presidente de la Federación Mexicana de Natación.

## Mexicanos con ascendencia búlgara
- Myriam Moscona, Periodista, poeta y traductora, de también origen sefardí
- Isabel Madow, modelo
- Claudia Sheinbaum, Académica, política.